# Nils van der Poel
Pour les articles homonymes, voir van der Poel.
Nils van der Poel, né le 25 avril 1996, est un patineur de vitesse suédois.

## Biographie
Lors des Jeux olympiques d'hiver de 2022 disputés à Pékin, Nils van der Poel remporte tout d'abord le 6 février le titre en 5 000 mètres. En 6 min 8 s 84, il bat le record olympique que détenait avant l'épreuve le Néerlandais Sven Kramer puis pendant l'épreuve par un autre Néerlandais, Patrick Roest. 5 jours plus tard, il remporte le 10 000 mètres, cette fois en battant le record du monde de la distance.
Lors de cette compétition, van der Poel critique la trop forte influence, selon lui, de la délégation néerlandaise. Les Pays-Bas, nation majeure de la discipline, ont dans leur encadrement un scientifique qui conseille directement le Canadien Mark Messer, le responsable des officiels chargé de la maintenance de la patinoire olympique, ce qui permettrait ainsi aux patineurs néerlandais de bénéficier de conditions de température de glace favorables.
Van der Poel arrête sa carrière à l'issue de la saison 2021-2022.

## Palmarès

### Jeux olympiques d'hiver
| Épreuve / Édition   | 500 mètres | 1 000 mètres | 1 500 mètres | 5 000 mètres                   | 10 000 mètres                  | Mass start | Poursuite par équipes |
| JO 2018 Pyeongchang | —          | —            | —            | 14e                            | —                              | —          | —                     |
| JO 2022 Pékin       | —          | —            | —            | Médaille d'or, Jeux olympiques | Médaille d'or, Jeux olympiques | —          | —                     |

Légende :
- : première place, médaille d'or
- : deuxième place, médaille d'argent
- : troisième place, médaille de bronze
- : pas d'épreuve
- — : Non disputée par le patineur
- DSQ : disqualifiée

### Championnats du monde simple distance
- Thialf 2021
  -  Médaille d'or sur 5 000 m
  -  Médaille d'or sur 10 000 m

### Championnats du monde toutes épreuves
- Médaille d'or en 2022 à Hamar

## Engagement
Brillant lors des Jeux olympiques d'hiver de 2022, Nils van der Poel s'est engagé auprès d'Amesty International pour dénoncer les violations des droits humains par Pékin.